# Brighter Days Ahead
Brighter Days Ahead è un cortometraggio scritto e diretto da Christian Breslauer e Ariana Grande, al suo debutto alla regia. È un'opera di accompagnamento al settimo album in studio della Grande, Eternal Sunshine (2024), e alla sua edizione deluxe, che condivide lo stesso sottotitolo del film.

## Antefatti
La Grande ha anticipato per la prima volta circa un cortometraggio in un'intervista a Vanity Fair nell'ottobre 2024 mentre promuoveva Wicked. L'artista ha poi continuato a stuzzicare l'attenzione sull'edizione deluxe dell'album in varie interviste e apparizioni pubbliche, prima di annunciarla il 10 marzo 2025. Parallelamente, l'artista aveva anticipato il cortometraggio due giorni prima, l'8 marzo 2025, prima di annunciarlo tramite un post su Instagram il 12 marzo 2025. Nel teaser trailer pubblicato insieme all'annuncio, è stato anche rivelato che Grande avrebbe ripreso il suo ruolo di Peaches, un personaggio che aveva introdotto nel video musicale di We Can't Be Friends (Wait For Your Love), di cui il cortometraggio è un sequel.

## Sinossi
Il cortometraggio segue la Grande mentre riprende il suo ruolo di Peaches, un personaggio creato da Grande e Breslauer per i video musicali del 2024 We Can't Be Friends (Wait For Your Love) e The Boy Is Mine. Peaches è ispirato al personaggio Clementine del film del 2004 Se mi lasci ti cancello, su cui è basato l'album.
Settant'anni dopo gli eventi del videoclip di We Can't Be Friends (Wait for Your Love), Peaches siede nella sala d'attesa della Brighter Days Inc. e firma un modulo di consenso elettronico. Un'infermiera la porta in una stanza che le permetterà di rivivere per l'ultima volta quattro dei suoi ricordi più preziosi. Inizia quindi il suo viaggio, con la visione di vecchi video della sua famiglia, girati durante la sua infanzia (Intro (End of the World)). Ogni ricordo rimanente di Peaches viene immediatamente distrutto dopo essere stato rivissuto. 
La donna prosegue con il secondo ricordo, incentrato sulla sua carriera di cantante (Eternal Sunshine / Dandelion). Nel terzo ricordo, Peaches si sveglia in una casa distrutta e allagata. Mentre esamina i danni, si imbatte in due oggetti importanti: un orsacchiotto di peluche e una collana (Twilight Zone). Peaches esce di casa e scopre che l'intero quartiere è stato demolito. Si dirige verso un UFO e viene rapita e fatta a pezzi (Supernatural).
Il quarto e ultimo ricordo è raccontato dal punto di vista del padre di Peaches, fondatore della Brighter Days Inc. L'uomo è colpito dal dolore per la perdita della figlia e si ritrova a rivivere i suoi ricordi del passato, come il momento in cui le regalò la collana sopra menzionata. Dopo aver raccolto il cuore di Peaches in un pub di Londra e il suo cervello in un mucchio di macerie, suo padre colloca gli organi all'interno del corpo di una donna creata a immagine e somiglianza di sua figlia. Ci vogliono diversi tentativi prima che riesca a riportarla in vita attraverso la musica e l'elettricità (Hampstead). La Peaches più anziana è soddisfatta della sua seduta. 
Nella scena finale, una Peaches più giovane ricorda che qualcuno le aveva detto di vivere ogni giorno come se fosse l'ultimo. Durante i titoli di coda viene riprodotta una versione acustica di We Can't Be Friends (Wait for Your Love), registrata ai Jungle City Studios.

## Cast

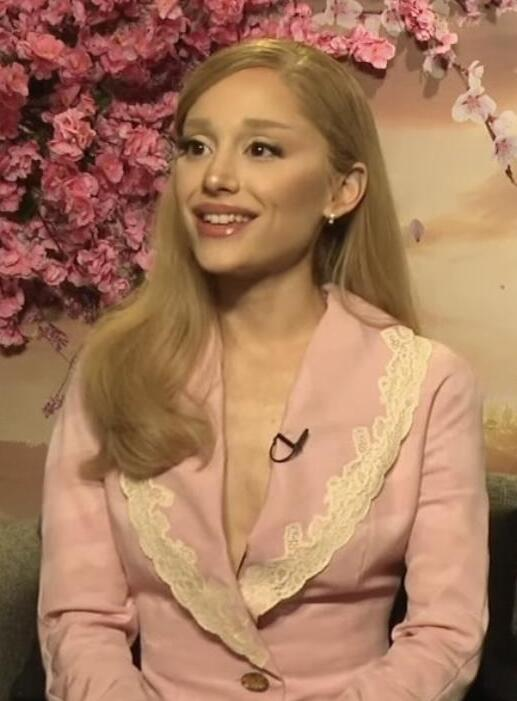
Ariana Grande riprende il ruolo di Peaches dai video musicali dei singoli di Eternal Sunshine. La Grande è anche co-regista, co-sceneggiatrice e produttrice esecutiva.

- Ariana Grande nel ruolo di Peaches, donna anziana, disabile e muta che ha subito una procedura di cancellazione della memoria. Il personaggio è ispirato a Clementine Kruczynski dal film Se mi lasci ti cancello di Michel Gondry (2004).[14]
- Edward Butera nel ruolo del padre di Peaches, scienziato pazzo e fondatore della Brighter Days Inc.
- Charlotte Sanchez nel ruolo della giovane Ariana.
- Rashawn Ross nel ruolo del trombettista.
- Allen Marsh nel ruolo del dottore a ologramma.
- Jessica Jang nel ruolo dell'infermiera a ologramma.
- Stewart Jewett nel ruolo del dottore.
- Lauren DeShane nel ruolo dell'infermiera.
- Fida Varela nel ruolo dell'infermiera di sfondo.
- Brittany Carel nel ruolo della paziente di sfondo.
- Shane Antolak, R. Ray Barnes e Tiana Bes nel ruolo delle comparse nella sala d'attesa.
- Veronica Mannion, Amanda Boe, Dylan Reece, Kais Boukthir, Skip Howland, Vivian Day, Lee John Gilligan, Josh Cruse, Sam Russell, Cassandra Rucker, Russell Fear e Veronica Hart nel ruolo delle comparse nella taverna.

## Rilascio e promozione
Dopo la 97° edizione degli Academy Awards, dove la Grande è stata nominata come migliore attrice non protagonista per il suo ruolo di Glinda in Wicked (2024), l'artista ha cambiato il nome del suo secondo account Instagram, precedentemente noto come @sweetener, in @brighterdays, il nome della clinica immaginaria per la cancellazione della memoria apparsa nel video musicale di We Can't Be Friends (Wait For Your Love). Per celebrare il primo anniversario dell'uscita di Eternal Sunshine, la Grande ha svelato un link per il pre-salvataggio dell'edizione deluxe e ha pubblicato un teaser trailer per il cortometraggio. Nel teaser trailer, si può vedere una scatola che contiene vari oggetti visti nel video musicale di We Can't Be Friends (Wait For Your Love) bruciare, prima di passare a un'inquadratura degli oggetti fatti a pezzi sul pavimento.
L'artista ha poi annunciato ufficialmente l'edizione deluxe di Eternal Sunshine, sottotitolata Brighter Days Ahead il 10 marzo 2025, la cui uscita è fissata per il 28 marzo 2025. Due giorni dopo, il 12 marzo 2025, la Grande ha annunciato il cortometraggio tramite un post su Instagram, in cui ha pubblicato un altro teaser trailer. In questo teaser trailer, si può sentire una voce che dice "Bentornata, Peaches." prima di passare a varie inquadrature della Grande. Il poster del film è stato pubblicato tramite l'account Instagram @brighterdays. Il 23 marzo 2025, Grande ha annunciato proiezioni limitate del cortometraggio in quattro città degli Stati Uniti il 30 marzo 2025: la sua città natale, Boca Raton, Chicago, Los Angeles e New York City. La Grande ha pubblicato altri due teaser il 25 e il 27 marzo 2025: nel primo, si vede una mano tenere un medaglione raffigurante una foto della cantante da bambina; nel secondo, viene presentata una versione futuristica della Brighter Days Inc., come si vede nel video musicale di We Can't Be Friends (Wait for Your Love), mentre la visuale si ingrandisce su una donna su una sedia a rotelle: si succedono una serie di riprese rapide in cui si vede una versione invecchiata delle mani della Grande, che interpreta una versione più anziana del suo personaggio, Peaches.